# Lottefors
Lottefors est une localité de Suède dans la commune de Bollnäs située dans le comté de Gävleborg.
Sa population était de 350 habitants en 2019.